# Fresquiennes
Fresquiennes ist eine französische Stadt mit 1.079 Einwohnern (Stand: 1. Januar 2022) im Département Seine-Maritime in der Region Normandie. Die Gemeinde gehört zum Rouen und zum Kanton Notre-Dame-de-Bondeville (bis 2015: Kanton Pavilly). Die Einwohner werden Fresquiennais genannt.

## Geographie
Fresquiennes liegt etwa 15 Kilometer nordnordwestlich von Rouen. Umgeben wird Fresquiennes von den Nachbargemeinden Goupillières im Norden und Nordwesten, Sierville im Norden und Nordosten, Anceaumeville im Osten, Montville und Eslettes im Osten und Südosten, Pissy-Pôville im Süden, Barentin im Südwesten sowie Pavilly im Westen. 

## Bevölkerungsentwicklung
| 1962                      | 1968 | 1975 | 1982 | 1990 | 1999 | 2006 | 2013 |
| ------------------------- | ---- | ---- | ---- | ---- | ---- | ---- | ---- |
| 524                       | 449  | 560  | 611  | 874  | 979  | 996  | 1075 |
| Quelle: Cassini und INSEE |      |      |      |      |      |      |      |

## Sehenswürdigkeiten
- Kirche Notre-Dame-de-l'Assomption aus dem 15. Jahrhundert